# 李师龙
李师龙（1977年8月10日—），广东广州人，中国国际象棋棋手，国际象棋特级大师。

## 生平
李师龙从9岁开始学棋，曾两次获得过中国国际象棋个人赛前三名。2002年，晋升为国际象棋特级大师。2005年亚洲国际象棋个人锦标赛上，他以7.5/9分的成绩落后于章钟，最终获得亚军。